# (11727) Sweet
(11727) Sweet est un astéroïde de la ceinture principale.

## Description
(11727) Sweet est un astéroïde de la ceinture principale. Il fut découvert le 1er mai 1998 à Haleakala par le programme NEAT. Il présente une orbite caractérisée par un demi-grand axe de 2,38 UA, une excentricité de 0,05 et une inclinaison de 1,8° par rapport à l'écliptique.

## Compléments